# Ellen Beeman
Ellen Beeman é uma escritora estadunidense de fantasia e ficção científica, roteirista de televisão e designer/produtora de jogos de computador. Ela publicou quatro romances e trabalhou em mais de quarenta jogos eletrônicos. Alguns dos seus livros são Song of Mavin Manyshaped, The Judas Rose e Freedom Flight.  Alguns dos seus jogos são Wing Commander, L.A. Law e Barbie Fashion Designer.

## Carreira
Em 1989, Beeman deixou uma carreira de roteirista de televisão e foi contratada pela Sierra Online como gerente de projeto. Ela trabalhou como escritora e gerente de projeto na Origin Systems para vários títulos da série Wing Commander, uma franquia de jogos de simulação espacial criada por Chris Roberts.
Em 2006, ela foi classificada entre as 100 mulheres mais influentes da indústria de jogos pela revista Edge. Na época, ela era gerente líder de programa na Microsoft Casual Games, um papel de produtora.
Beeman também foi creditada na Monolith Productions, na Electronic Arts e na Disney. Ela palestrou em muitas conferências da indústria de jogos eletrônicos, incluindo Game Developers Conference, LOGIN, SXSW Interactive, Microsoft Gamefest, PAX e PAX Dev, e Game Design Expo. Ela é uma das fundadoras e também ex-presidente do programa Women in Games International (WIGI), uma organização sem fins lucrativos que visa aumentar a participação e o reconhecimento das mulheres na indústria de jogos eletrônicos.
É, desde 2019, desenvolvedora e consultora de jogos eletrônicos independentes em Kirkland, Washington, e professora titular no DigiPen Institute of Technology, uma universidade privada e lucrativa em Redmond, Washington que oferece programas de graduação e pós-graduação em Ciência da Computação, Animação, Desenvolvimento de Jogos e outros, e tem parceria com empresas como Microsoft, Nintendo, Google, Facebook e Amazon.